# 恩宠圣母圣殿 (帕维亚)
恩宠圣母圣殿（義大利語：Basilica Minore di Santa Maria delle Grazie）是一座罗马天主教宗座圣殿，位于意大利伦巴第大区帕维亚，建于1609年，由乔万·巴蒂斯塔·比格利亚创建，供奉圣母玛利亚。1995年升格为宗座圣殿。

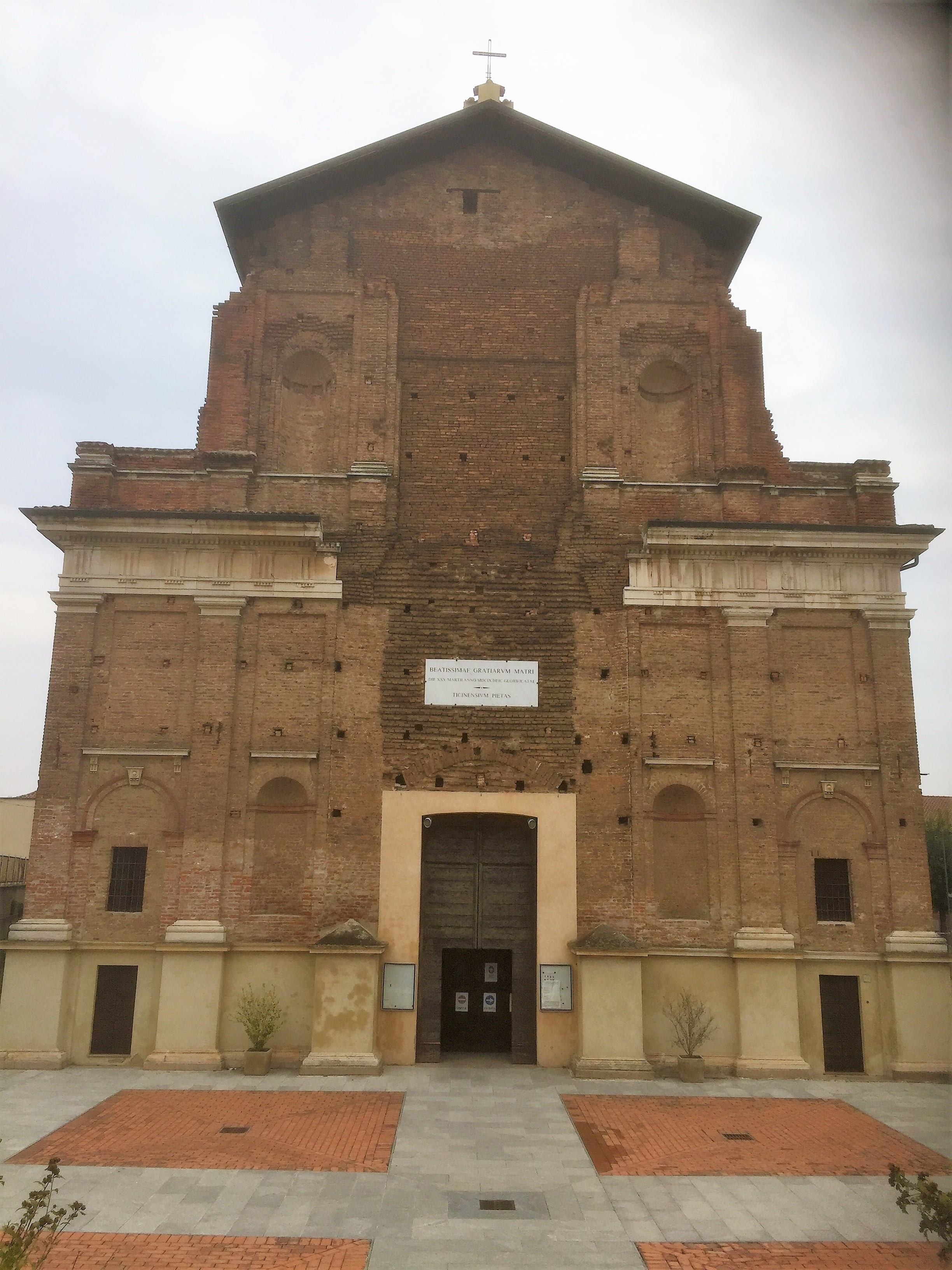
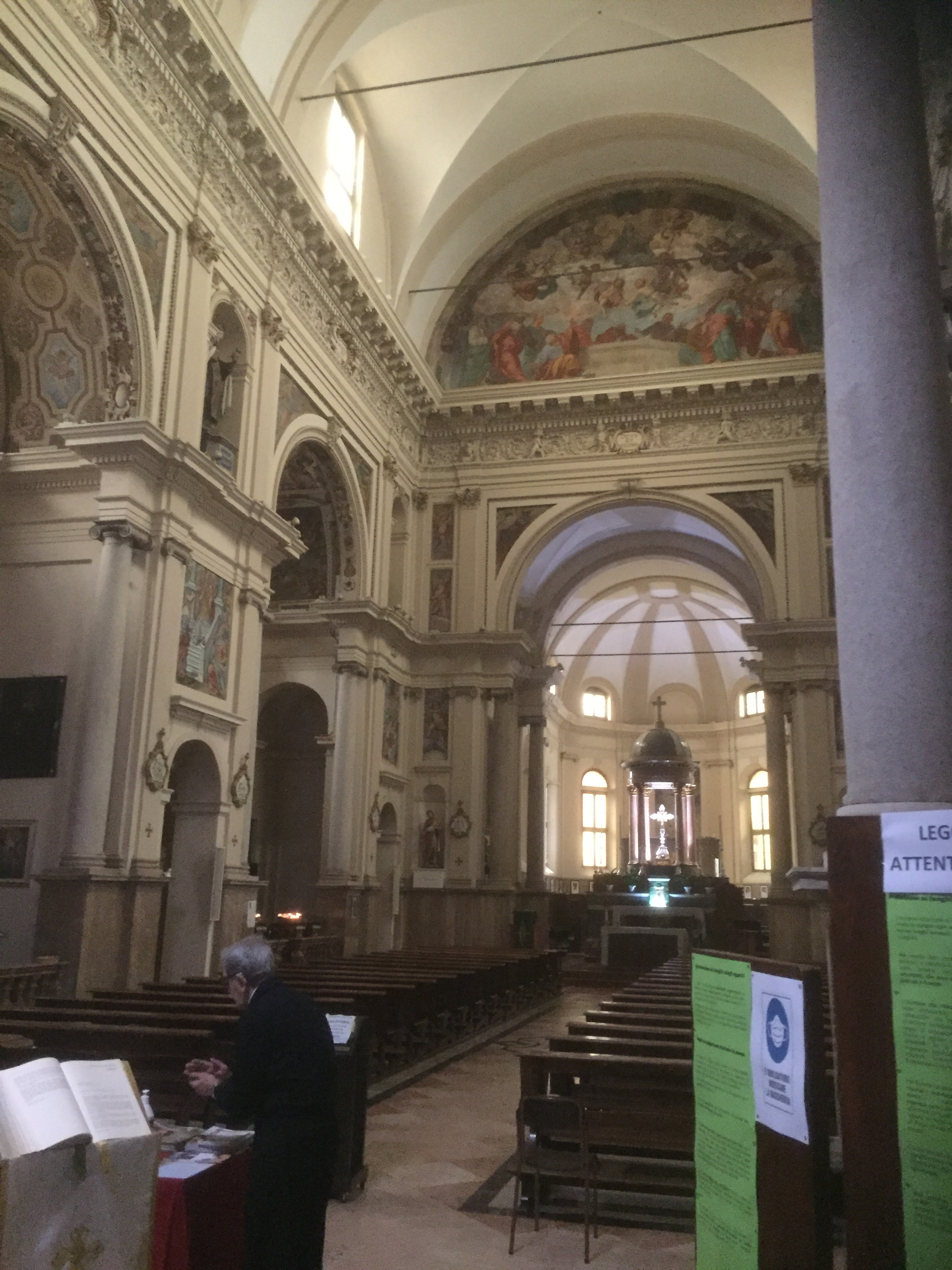
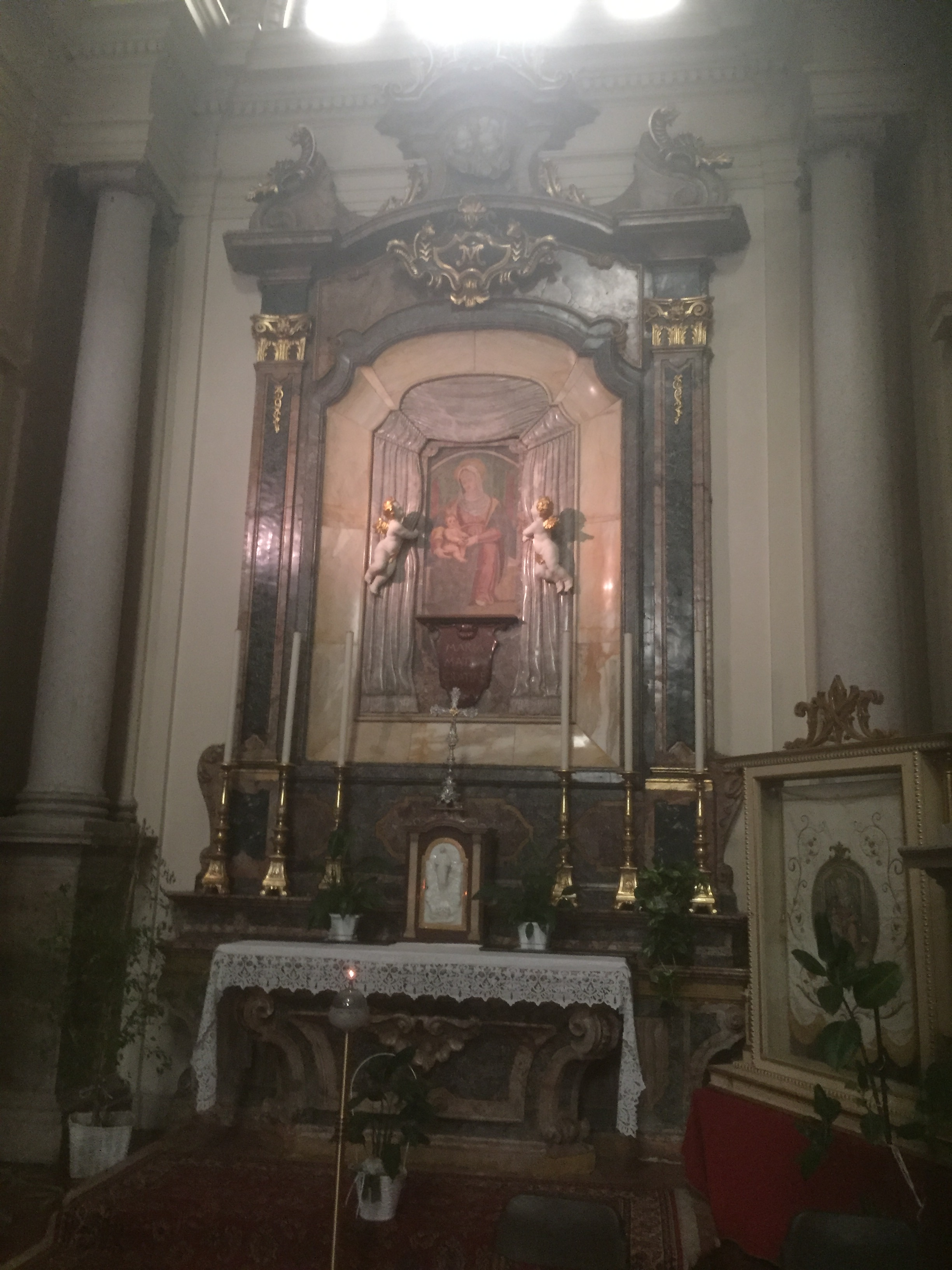
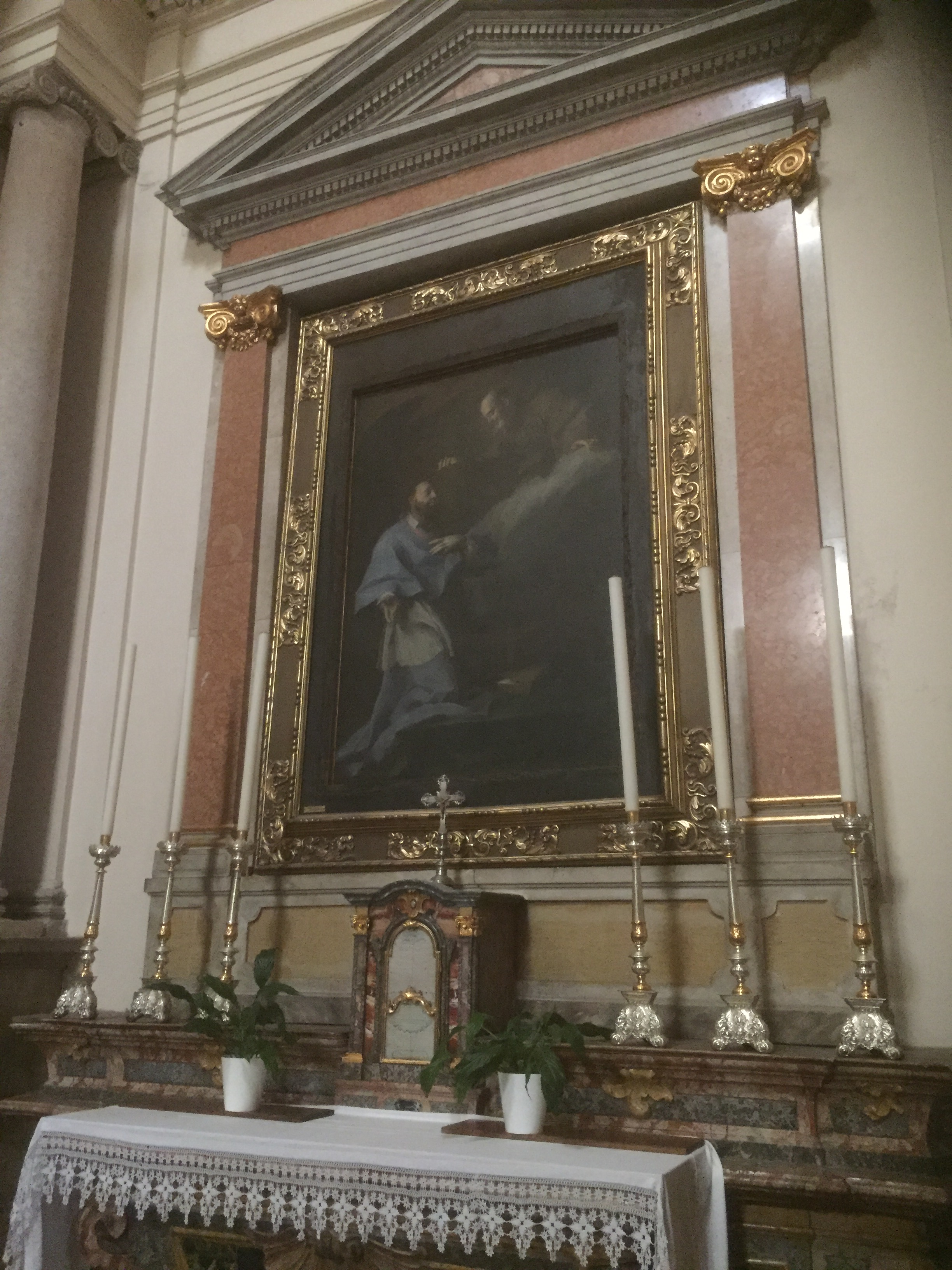
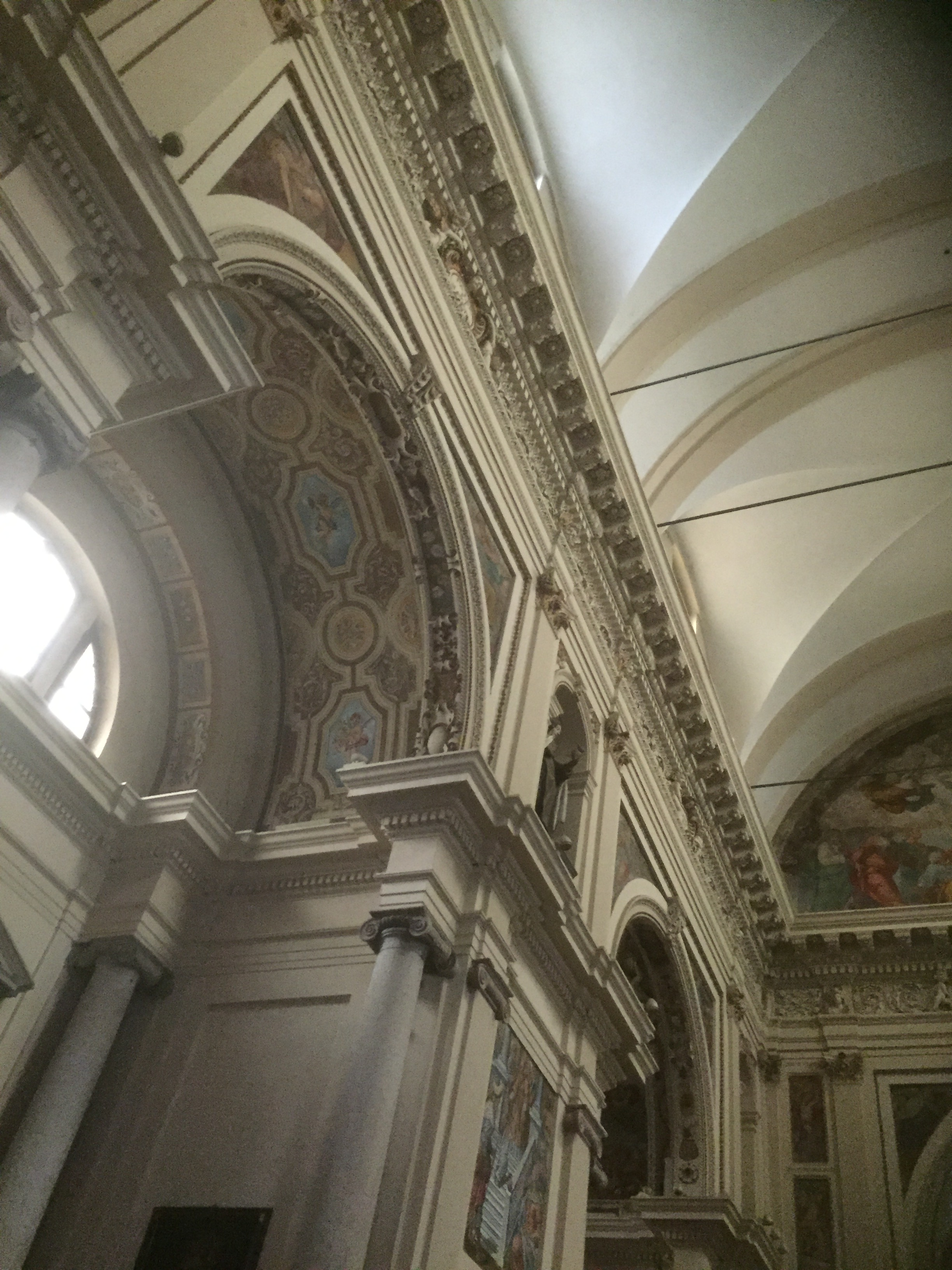
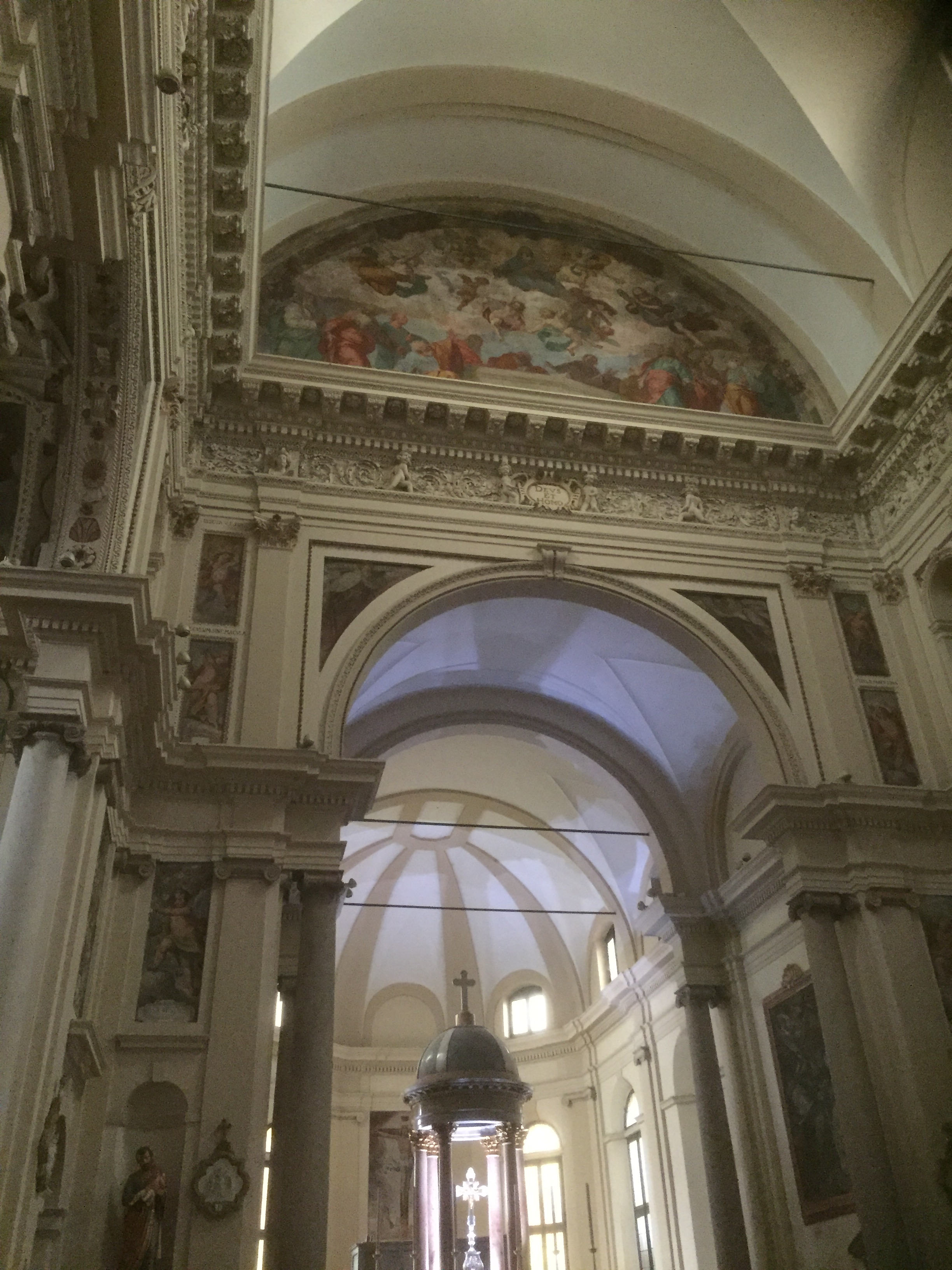